# ورموث
الوَرْمَوْث هو سمك مياه عذبة من فصيلة أسماك الشمس التي توجد في جميع أنحاء شرق الولايات المتحدة.